# Історія освоєння мінеральних ресурсів Фінляндії

Черпання озерних залізних руд у Фінляндії (XIX ст.)

Істо́рія осво́єння мінера́льних ресу́рсів Фінля́ндії
З давніх часів місцеве населення використовувало руди заліза озер і боліт зі сходу і півночі країни. Про виготовлення заліза багаторазово згадується в давніх фінських оповідях — рунах. До XIII ст. з мінеральних ресурсів використовували тільки камінь і залізні руди. Пізніше (до початку XIX ст.) гірнича справа майже не розвивалася, бо всі гірничі дії були можливі тільки з дозволу шведських королів. Перше підприємство, що видобувало залізні руди відомо з 1540 р. у Оямо (Нюланд). Перший чавуноливарний завод відкритий у 1746 р.
У 1812 р. було створене Гірниче управління для керівництва розвідкою і використанням корисних копалин. Перша концесія на видобуток залізної руди була видана в 1817 р. (родовища західного Нюланду). У 1829 р. в країні розроблялося 12 родовищ і видобувалося близько 3 тис. т залізної руди. У середині XIX ст. діяло 50 невеликих копалень (48 тис. т у 1860 р.). Промисловий видобуток мідної руди ведеться з 1832 р. (родовище Оріярві). У 1870 р. почата розробка поліметалів родовища Піткяранта. У 1895 р. було видобуто 5195 т міді, 425 т олова, 7,6 т срібла. З 1870 р. в долині річки Івало, в Лапландії, велася промивка золота по 15-20 (максимум — 57) кг на рік. Масштабний видобуток будівельного каменю почато наприкінці XIX ст. (граніт, сієніт і мармур використовувалися на будівництвах Гельсинґфорсу і С.-Петербургу). В XX ст. розроблялися торф, залізні, поліметалічні та уранові руди.
У кінці XX ст. Фінляндія має значні запаси руд ванадію, хрому, апатитів (2-е місце в Європі після України), кобальту (3-є місце в Європі), а також торфу, руд заліза, міді, цинку, нікелю і нерудних копалин. Вартість продукції гірничодобувної промисловості становить 1,0 млрд фінл. марок на рік, її частка у вартості промислової продукції менше 1 %. Основа сучасної гірничої галузі — видобуток руд металів — цинку, міді, заліза, ванадію. Металічні руди становлять 40 % вартості продукції гірничодобувної промисловості. Видобувають також вапняк, апатит, тальк, польовий шпат, кварц та ін.. У 2001 р. в країні діяло 37 рудників і кар'єрів, на п'ять менше, ніж в 2000 р., але загальний обсяг видобутку копалин зберігався на тому ж рівні — 17,6 млн т. Провідна компанія в гірничодобувній галузі — «Outokumpu». Загалом же в цій і суміжних галузях діє 30 компаній.
Підготовку кадрів здійснює факультет гірництва ті металургії Державного технологічного університету в Гельсінкі.